# Eleições legislativas regionais de Portugal
As eleições legislativas regionais nos Açores e na Madeira, também designadas eleições para a Assembleia Legislativa da Região Autónoma dos Açores e eleições para a Assembleia Legislativa da Região Autónoma da Madeira realizam-se desde 1976. Nos termos da Constituição da República Portuguesa, a assembleia legislativa de cada uma das regiões autónomas é "eleita por sufrágio universal, direto e secreto, de harmonia com o princípio da representação proporcional". O número de deputados e a sua repartição por círculos eleitorais é deixada para os estatutos político-administrativos dos Açores e da Madeira e para a lei eleitoral, diplomas especiais a elaborar nos termos do artigo 226.º da Constituição (na sua versão atual).
Segue-se uma lista de eleições para os cargos de direção das regiões Autónomas portuguesas.

## Terceira República)

### Governo Regional dos Açores
| Eleição | Votantes | 1.º Partido | 1.º Partido | %      | D  | 2.º Partido | 2.º Partido | %      | D  | 3.º Partido | 3.º Partido | %     | D | 4.º Partido | 4.º Partido | %     | D | 5.º Partido | 5.º Partido | %     | D |
| ------- | -------- | ----------- | ----------- | ------ | -- | ----------- | ----------- | ------ | -- | ----------- | ----------- | ----- | - | ----------- | ----------- | ----- | - | ----------- | ----------- | ----- | - |
| 1976    | 67,51%   |             | PPD         | 53,83% | 27 |             | PS          | 32,82% | 14 |             | CDS         | 7,55% | 2 |             | PCP         | 2,17% | 0 |             | PCTP/MRPP   | 0,58% | 0 |
| 1980    | 77,02%   |             | PPD/PSD     | 57,35% | 30 |             | PS          | 27,27% | 12 |             | CDS         | 4,47% | 1 |             | APU         | 3,21% | 0 |             | UDP/PDA     | 2,29% | 0 |
| 1984    | 62,35%   |             | PPD/PSD     | 56,42% | 28 |             | PS          | 24,23% | 13 |             | CDS         | 7,92% | 2 |             | APU         | 5,29% | 1 |             | PDA         | 1,56% | 0 |
| 1988    | 58,85%   |             | PPD/PSD     | 48,57% | 26 |             | PS          | 35,48% | 22 |             | CDS         | 7,05% | 2 |             | CDU         | 3,82% | 1 |             | PDA         | 1,33% | 0 |
| 1992    | 62,15%   |             | PPD/PSD     | 53,59% | 28 |             | PS          | 36,41% | 21 |             | CDS/PPM     | 4,58% | 1 |             | CDU         | 2,3%  | 1 |             | PDA         | 1,41% | 0 |
| 1996    | 59,17%   |             | PS          | 45,82% | 24 |             | PPD/PSD     | 41%    | 24 |             | CDS–PP      | 7,37% | 3 |             | CDU         | 3,48% | 1 |             | UDP         | 0,87% | 0 |
| 2000    | 53,30%   |             | PS          | 49,2%  | 30 |             | PPD/PSD     | 32,48% | 18 |             | CDS–PP      | 9,56% | 2 |             | CDU         | 4,83% | 2 |             | BE          | 1,38% | 0 |
| 2004    | 55,23%   |             | PS          | 56,97% | 31 |             | CA          | 36,84% | 21 |             | CDU         | 2,79% | 0 |             | BE          | 0,97% | 0 |             | MPT         | 0,35% | 0 |
| 2008    | 46,66%   |             | PS          | 49,92% | 30 |             | PPD/PSD     | 30,27% | 18 |             | CDS–PP      | 8,73% | 5 |             | BE          | 3,3%  | 2 |             | CDU         | 3,14% | 1 |
| 2012    | 47,86%   |             | PS          | 49,02% | 31 |             | PPD/PSD     | 33,01% | 20 |             | CDS–PP      | 5,67% | 3 |             | BE          | 2,25% | 1 |             | CDU         | 1,9%  | 1 |
| 2016    | 40,84%   |             | PS          | 46,43% | 30 |             | PPD/PSD     | 30,89% | 19 |             | CDS–PP      | 7,16% | 4 |             | BE          | 3,66% | 2 |             | CDU         | 2,61% | 1 |
| 2020    | 45,42%   |             | PS          | 39,13% | 25 |             | PPD/PSD     | 33,74% | 21 |             | CDS–PP      | 5,51% | 3 |             | CH          | 5,06% | 2 |             | BE          | 3,81% | 2 |

### Governo Regional da Madeira
| Eleição | Votantes | 1.º Partido | 1.º Partido | %      | D  | 2.º Partido | 2.º Partido | %      | D  | 3.º Partido | 3.º Partido | %      | D | 4.º Partido | 4.º Partido | %      | D | 5.º Partido | 5.º Partido | %     | D |
| ------- | -------- | ----------- | ----------- | ------ | -- | ----------- | ----------- | ------ | -- | ----------- | ----------- | ------ | - | ----------- | ----------- | ------ | - | ----------- | ----------- | ----- | - |
| 1976    | 74,80%   |             | PPD         | 59,63% | 29 |             | PS          | 22,34% | 8  |             | CDS         | 9,50%  | 2 |             | UDP         | 5,10%  | 2 |             | PCP         | 1,83% | 0 |
| 1980    | 80,85%   |             | PPD/PSD     | 65,33% | 35 |             | PS          | 15,00% | 5  |             | CDS         | 6,46%  | 1 |             | UDP         | 5,48%  | 2 |             | APU         | 3,13% | 1 |
| 1984    | 71,43%   |             | PPD/PSD     | 67,65% | 40 |             | PS          | 15,33% | 6  |             | CDS         | 6,13%  | 1 |             | UDP         | 5,51%  | 2 |             | APU         | 2,73% | 1 |
| 1988    | 67,65%   |             | PPD/PSD     | 62,36% | 41 |             | PS          | 16,79% | 7  |             | CDS         | 8,19%  | 2 |             | UDP         | 7,73%  | 3 |             | CDU         | 2,03% | 0 |
| 1992    | 66,53%   |             | PPD/PSD     | 56,86% | 39 |             | PS          | 22,51% | 12 |             | CDS         | 8,09%  | 2 |             | UDP         | 4,63%  | 2 |             | CDU         | 2,96% | 1 |
| 1996    | 65,26%   |             | PPD/PSD     | 56,87% | 41 |             | PS          | 24,84% | 13 |             | CDS–PP      | 7,31%  | 2 |             | CDU         | 4,04%  | 2 |             | UDP         | 4,03% | 1 |
| 2000    | 61,91%   |             | PPD/PSD     | 55,95% | 41 |             | PS          | 21,04% | 13 |             | CDS–PP      | 9,72%  | 3 |             | UDP         | 4,79%  | 2 |             | CDU         | 4,64% | 2 |
| 2004    | 60,47%   |             | PPD/PSD     | 53,71% | 44 |             | PS          | 27,41% | 19 |             | CDS–PP      | 7,04%  | 2 |             | CDU         | 5,51%  | 2 |             | BE          | 3,66% | 1 |
| 2007    | 60,75%   |             | PPD/PSD     | 64,24% | 33 |             | PS          | 15,42% | 7  |             | CDU         | 5,44%  | 2 |             | CDS–PP      | 5,34%  | 2 |             | BE          | 2,98% | 1 |
| 2011    | 57,38%   |             | PPD/PSD     | 48,57% | 25 |             | CDS–PP      | 17,63% | 9  |             | PS          | 11,50% | 6 |             | PTP         | 6,87%  | 3 |             | CDU         | 3,76% | 1 |
| 2015    | 49,58%   |             | PPD/PSD     | 44,36% | 24 |             | CDS–PP      | 13,71% | 7  |             | CM          | 11,43% | 6 |             | JPP         | 10,28% | 5 |             | CDU         | 5,54% | 2 |
| 2019    | 55,51%   |             | PPD/PSD     | 39,42% | 21 |             | PS          | 35,76% | 19 |             | CDS–PP      | 5,76%  | 3 |             | JPP         | 5,47%  | 3 |             | CDU         | 1,80% | 1 |
| 2023    | 53,34%   |             | PSD/CDS     | 43,13% | 23 |             | PS          | 21,30% | 11 |             | JPP         | 11,03% | 5 |             | CH          | 8,88%  | 4 |             | CDU         | 2,72% | 1 |